# Sporoschismopsis caribensis
Sporoschismopsis caribensis är en svampart som beskrevs av Hol.-Jech. 1982. Sporoschismopsis caribensis ingår i släktet Sporoschismopsis, klassen Sordariomycetes, divisionen sporsäcksvampar och riket svampar.   Inga underarter finns listade i Catalogue of Life.